# Borša
Borša (in ungherese Borsi) è un comune della Slovacchia facente parte del distretto di Trebišov, nella regione di Košice.
Diede i natali a Francesco II Rákóczi, condottiero e patriota ungherese.